# James Blake (musiker)
James Blake, född 26 september 1988 i Enfield i London, är en brittisk musiker och producent. Hans släppte sitt självbetitlade debutalbum 7 februari 2011 på A&M Records, ett dotterbolag till Universal. Albumet fick positiva recensioner av musikkritiker och nominerades till Mercury Music Prize. Även hans andra album, Overgrown, nominerades till priset och vann 2013.
2016 släppte han sitt tredje studioalbum, The Colour in Anything, som till skillnad från hans tidigare releaser togs emot med blandade recensioner.

## Diskografi

### Studioalbum
- 2011 – James Blake
- 2013 – Overgrown
- 2016 – The Colour in Anything
- 2019 – Assume Form
- 2021 – Friends That Break Your Heart
- 2023 – Playing Robots into Heaven

### EP-skivor
- 2009 – Air & Lack Thereof
- 2010 – The Bells Sketch
- 2010 – CMYK
- 2010 – Klavierwerke
- 2011 – Enough Thunder
- 2011 – Love What Happened Here